# Антоній-Ян Тишкевич
Анто́ній-Ян Тишке́вич (1609 — 11 березня 1649) — державний діяч, урядник Речі Посполитої.

## Життєпис
Походив зі знатного роду Тишкевичів-Логойських гербу Леліва. Старший син Яна-Остафія Тишкевича, берестейського воєводи, та Софії (доньки черкаського старости Михайла Вишневецького). Народився 1609 року в Логойську. Рано втратив матір.
Розпочав службу королівським дворянином Сигізмунда III. 1631 року після смерті батька розділив з братами дідичині володіння, отримавши Слободищенську волость і більшість литовських маєтностей. У 1632 році обирається від Житомира до сейму. Того ж року був одним з комісарів, що вели перемовини з Московським царством щодо укладання мирного договору. 1633 року вдруге обирається до сейму. В подальшому брав участь у Смоленській війні. 1637 року одружився з Христиною Швиковською. 1638 року обирається маршалком Головного трибуналу Великого князівства Литовського. У 1639 і 1640 роках знову обирається до сейму від Житомира. Отримує Берейстейську економію.
1640 року призначається чашником великим литовським, а невдовзі підскарбієм надвірним литовським (до 1645 року). 1641 року отримує староство вількомірське. 1645 року стає маршалком надворним литовським. 1642 року обирається на надзвичайний сейм. 1648 року — на елекційний сейм, де стає генеральним суддею каптуровим. Помер 1649 року.

## Родина
Дружина — Христина Швиковська.
Діти:
- Владислав (1644—1684), крайчий великий литовський